# Liste d'œuvres d'art public à Paris
Cet article tente de recenser les principales œuvres d'art public de Paris, en France.

## Méthodologie
Cette liste ne concerne que les œuvres d'art public (sculptures, installations, etc.) visibles depuis un espace public, en plein air ou en intérieur. Elles ne comprend pas celles qui sont exposées dans les musées.
La plupart des œuvres mentionnées sont des sculptures. Lorsque ce n'est pas le cas (installation sonore, par exemple), le fait est précisé.

## Liste
Listes par arrondissement :
- 1er arrondissement ;
- 2e arrondissement ;
- 3e arrondissement ;
- 4e arrondissement ;
- 5e arrondissement ;
- 6e arrondissement ;
- 7e arrondissement ;
- 8e arrondissement ;
- 9e arrondissement ;
- 10e arrondissement ;
- 11e arrondissement ;
- 12e arrondissement ;
- 13e arrondissement ;
- 14e arrondissement ;
- 15e arrondissement ;
- 16e arrondissement ;
- 17e arrondissement ;
- 18e arrondissement ;
- 19e arrondissement ;
- 20e arrondissement.

Listes par type :
- Liste des statues publiques disparues de Paris
- Liste des statues équestres de Paris
- Liste des personnalités féminines historiques représentées dans la statuaire publique parisienne

Listes par lieux :
- Liste des œuvres d'art des transports ferroviaires en Île-de-France